# ディスコミニュケーション
もしかして
- ディスコミュニケーション (曖昧さ回避)

ではありませんか？